# Журавлиные Дали
Журавлиные Дали — упразднённый посёлок в Ширинском районе Хакасии. На момент упразднения входил в состав Джиримского сельсовета. В 1993 году посёлок включен в состав села Джирим и исключен из учётных данных.

## География
Журавлиные Дали располагался у южного берега озера Джиримское. В настоящее время представляет собой улицу Журавлиные Дали села Джирим.

## История
Посёлок возник как одно из производственных подразделений совхоза имени ХХ партсъезда. Указом Президиума ВС РСФСР посёлок отделения № 1 совхоза имени XX партсъезда переименован в Журавлиные Дали.
Постановлением ПВС Республики Хакасия № 5-у от 17.03.1993 г. пос. Журавлиные Дали исключен из учётных данных.